# Furman (Carolina del Sud)
Furman è un comune degli Stati Uniti d'America, situato in Carolina del Sud, nella Contea di Hampton.